# Ульман, Бернард
Бернард Ульман (нем. Bernard Ullman; 1817, Пешт — 2 октября 1885, Париж) — австрийско-американский импресарио, известный, главным образом, организацией гастролей европейских музыкантов в США в 1842—1861 годы.

## Биография
Среди основных проектов Ульмана — американские гастроли пианистов Анри Герца (1846) и Сигизмунда Тальберга (1856—1858), скрипачей Камилло Сивори (1847—1848) и Анри Вьётана (1857—1858), певицы Генриетты Зонтаг (1853—1854), дирижёра Альфреда Мюзара (1858). Для этих концертов Ульман выдумывал разнообразные элементы оформления, призванные превратить их в светское мероприятие с наибольшим коммерческим успехом: так, при рекламе выступлений Мюзара подчёркивалось, что желающим присутствовать дамам будут розданы веера, а мороженое и прохладительные напитки можно будет заказать прямо на своё слушательское место у ожидающих в проходе официантов.
В 1856—1860 годы продюсировал гастрольный тур итальянской оперной труппы, с участием в том числе дирижёра Карла Аншютца и певицы Эрминии Фреццолини. В ходе турне объединил усилия с Морисом Стракошем (англ. The Ullman-Strakosch Opera Companie). После ссоры с последним в 1861 г. вернулся в Европу, где работал, в частности, как импресарио Карлотты Патти. В 1877 г. организовал совместное скандинавское турне Джованни Боттезини, Генрика Венявского, Дезире Арто, Мариано Падильи и Альфреда Яэля.